# Fahrradtechnik
Die Fahrradtechnik beschäftigt sich als technisches Fachgebiet mit nicht motorisierten Zweirädern (Fahrrädern) bzw. solchen mit Verbrennungsmotoren (Saxonette) sowie elektrobetriebenen Hilfsmotoren (Elektrofahrrad).
Komponenten werden von Herstellern oft als aufeinander abgestimmte Gruppe angeboten.

Fachbegriffe aus der Fahrradtechnik

## Schaltung

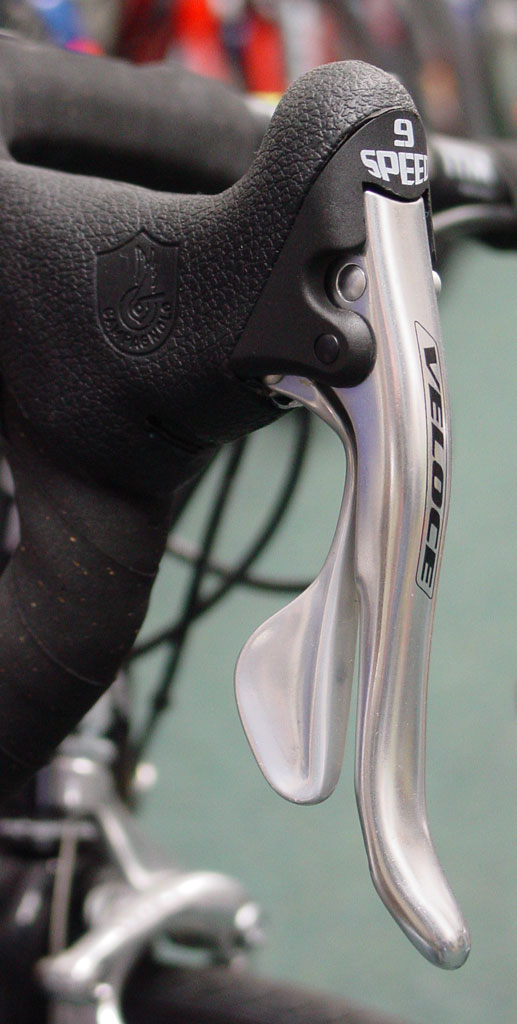
kombinierter Brems-Schalthebel

Viele Fahrräder verfügen über eine Gangschaltung zur Veränderung der Antriebsübersetzung. Die wichtigsten Typen sind Kettenschaltung und Nabenschaltung, selten auch Kombinationen aus beiden Typen. Eine weitere Variante sind Tretlagerschaltungen.
Aktuelle Fahrradmodelle erreichen mit einer Kettenschaltung (3 x10) bis zu 30 Gänge. Wegen konstruktionsbedingter Überschneidungen ergeben sich daraus aber nur ca. 15 echt differierende Übersetzungen, von denen wiederum nur 12–13 sinnvoll nutzbar sind. Die Schaltabstufungen sind niemals linear. Bei Kettenschaltungen unterliegt die Fahrradkette durch den systembedingten Schieflauf einem höheren Verschleiß. Es empfiehlt sich, die Kette von Zeit zu Zeit mit einer Verschleißlehre auf Längung zu prüfen. So kann man rechtzeitig die Kette wechseln und dadurch den Zahnkranz und das Kettenblatt vor frühzeitigem Folge-Verschleiß durch überlängte Ketten schützen. Kettenritzel können je nach Einsatz, Wartung und Werkstoff 2 bis 3 Ketten überleben.
Nabenschaltungen werden heute mit 3 bis 14 Gängen angeboten. Bei den deutschen und taiwanesischen Modellen sind diese annähernd linear, die japanischen Naben sind es im oberen Gangbereich nicht. Gesamtgewichtsvergleiche aller je nach Schaltungsart notwendigen bzw. wegfallenden Komponenten ergeben mittlerweile einen Gleichstand mit herkömmlichen Kettenschaltungen. Einer insgesamt breiten Gesamtübersetzung (bis 526 Prozent), Verschleiß- und Wartungsarmut und längerer Kettenlebensdauer stehen die Nachteile des umständlicheren Hinterradausbaues, der nicht veränderlichen Übersetzungsabstufung und des oftmals hohen Anschaffungspreises entgegen. Nabenschaltungen können im Gegensatz zu Kettenschaltungen mit Zahnriemenantrieben kombiniert werden.
Für das System der Kettenschaltung sprechen die geringeren Reibungsverluste. Kettenblatt, Kette und Ritzel (hinten) bilden ein Getriebe mit einem Wirkungsgrad von etwa 95 Prozent, die Schaltung innerhalb der Nabe bei der Nabenschaltung ebenfalls. Zusammengenommen (Kettenverluste plus interne Verluste) ergibt sich bei der Nabenschaltung ein Wirkungsgrad von lediglich rund 90 Prozent.
Der amerikanische Mechaniker Sheldon Brown entwickelte zusammen mit Galen Evans und Osman Isvan ein bisher einzigartiges System zum Bestimmen und Vergleichen von Übersetzungen.

## Beleuchtung
Die Fahrradbeleuchtung ist die Fahrzeugbeleuchtung am Fahrrad. Sie dient dazu, während der Fahrt dem Fahrer Sicht auf den Fahrweg zu verschaffen und anderen Verkehrsteilnehmern zu erleichtern, das Fahrrad schnell wahrzunehmen.
Für die frühen Fahrräder verwendete man zunächst Leuchtentypen, die von anderen Fahrzeugarten übernommen und der Konstruktion des Fahrrads angepasst wurden. Dabei kamen Fahrradlampen und Laternen mit Kerzen als Leuchtquelle, kleine Öllampen, Petrollampen und Karbidlampen vor. Heute wird die Fahrradbeleuchtung mit aktiven Elementen elektrisch betrieben.
Die Beleuchtung umfasst aktive und passive Elemente, eine Stromquelle und die Verkabelung. Aktive und passive Elemente unterscheiden sich in ihrer Funktion dadurch, dass aktive Elemente Licht ausstrahlen – batterie- oder dynamobetrieben – und passive Elemente lediglich fremdes Licht reflektieren. Passive Elemente arbeiten ohne Stromzufuhr.
Die für den Straßenverkehr erforderlichen Beleuchtungseinrichtungen sind in der Straßenverkehrs-Zulassungs-Ordnung (StVZO) gesetzlich vorgeschrieben und geregelt (siehe § 67 StVZO).

## Bereifung
Die Fahrradbereifung hat wesentlichen Einfluss auf Leichtlauf, Fahrkomfort und Traktion eines Fahrrades. Sie besteht üblicherweise aus dem Reifen, auch Mantel oder Decke genannt, und dem Schlauch. Der Mantel ist der äußere, robuste Teil des Fahrradreifens, er hält den Reifen gegen den Innendruck stabil und überträgt Beschleunigungs-, Brems- und Seitenführungskräfte auf den Untergrund. In der Regel ist er mit einem Profil versehen. Der innenliegende Schlauch ist luftdicht und mit einem Ventil versehen, er hält den Reifendruck aufrecht. Ebenso haben – in Kombination mit passenden Felgen – Schlauchlosreifen einen gewissen Marktanteil erlangt.  Im Rennsport werden Schlauchreifen verwendet, bei denen der Mantel den Schlauch komplett umschließt.

## Bremsen
Fahrradbremsen dienen zum Bremsen eines Fahrrads. Nach ihrer Kraftrichtung wird zwischen radial wirkenden Klotz- und Trommelbremsen sowie axial wirkenden Scheiben- und Felgenbremsen unterschieden. Des Weiteren kann man zwischen Nabenbremse (z. B. Scheiben- u. Trommelbremsen) oder Felgenbremse unterscheiden, um so den Angriffspunkt der Bremskraft zu verdeutlichen.
Fahrradbremsen sind wichtige Bauteile am Fahrrad, die der Sicherheit der Nutzer dienen, und sind – soweit man sich mit dem Fahrrad im öffentlichen Verkehr bewegt – in der Straßenverkehrs-Zulassungs-Ordnung (StVZO) gesetzlich vorgeschrieben und geregelt (siehe § 65 StVZO).

## Federung
Bauformen, Federung, Dämpfung der Federgabel siehe Fahrradgabel
Bauformen, Federung, Dämpfung der Hinterbaukonstruktion

## Rahmen
Der Fahrradrahmen ist das Gestell eines Fahrrads. Er trägt das Gewicht des Fahrers und überträgt es auf die Laufräder. An ihm sind alle Komponenten befestigt, die für weitere Funktionen des Fahrrades (zum Beispiel Lenkung und Antrieb) benötigt werden.

## Lager

### Kugelgrößen
| Ø in Zoll | Ø in mm | Verwendung (Beispiele)                                                |
| --------- | ------- | --------------------------------------------------------------------- |
| 1/4       | 6,3     | Tretlager und Hinterradnaben                                          |
| 7/32      | 5,5     | Campagnolo Record / Zeus Vorderradnaben                               |
| 3/16      | 4,8     | Campagnolo, Shimano u. ä., Straßensteuersätze; Shimano-Vorderradnaben |
| 5/32      | 4,0     | verschiedene Steuersätze, Pedalen, Schaltungsrädchen                  |
| 1/8       | 3,1     | Schaltungsrädchen, Freilauf-Zahnkränze                                |
| 3/32      | 2,4     | Shimano-Pedale                                                        |

## Werkzeug

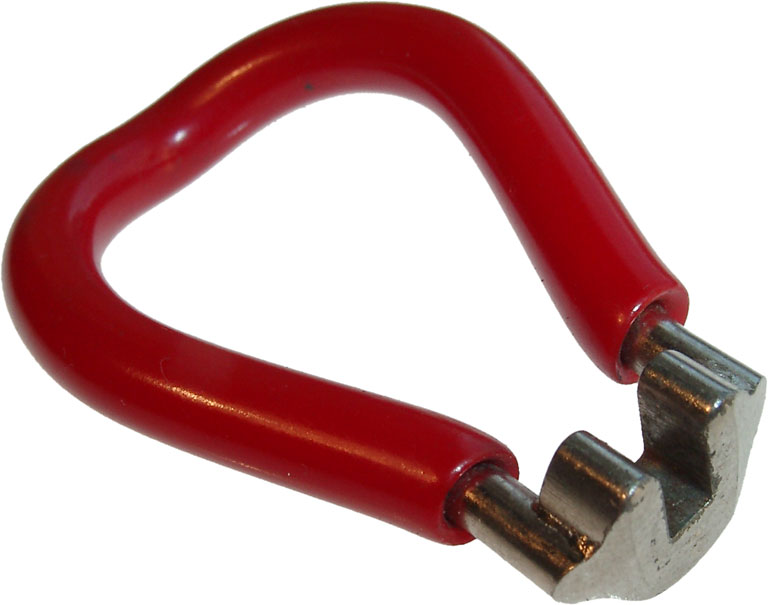
Speichenschlüssel
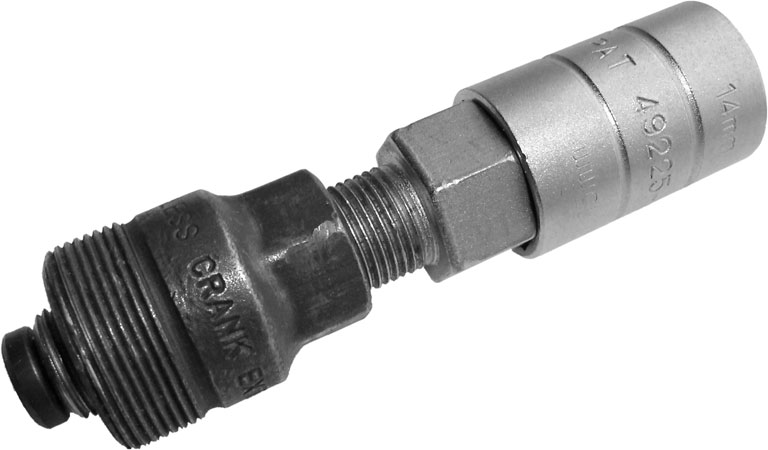
Kurbelabzieher
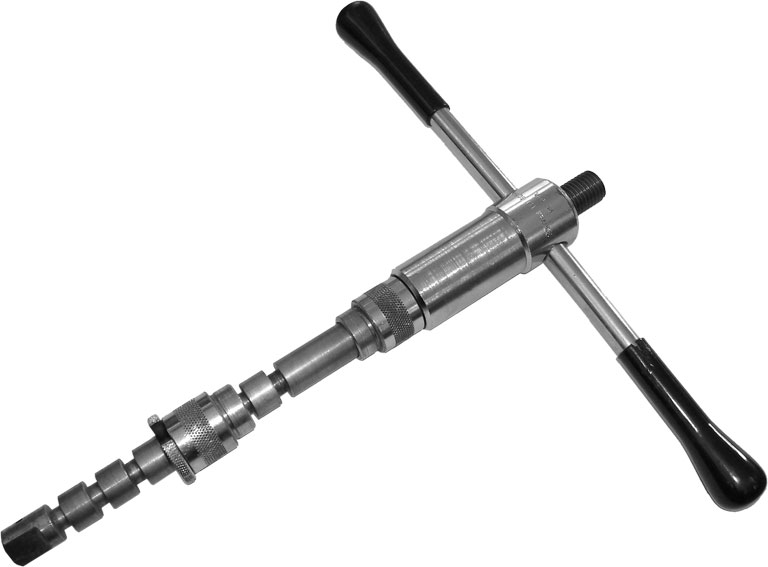
Steuersatzwerkzeug
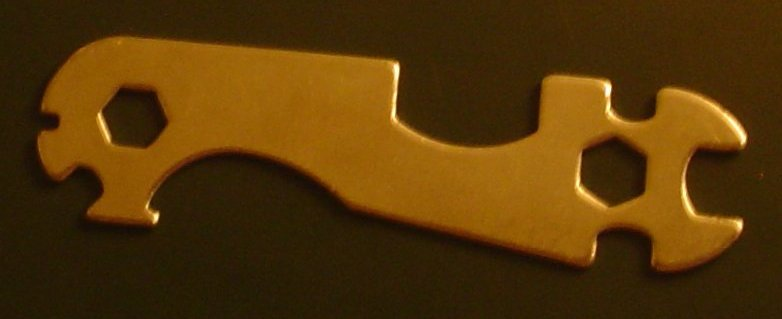
Hakenschlüssel

## Erforderliche Anzugsmomente
|            |                                | [Nm]  |
| ---------- | ------------------------------ | ----- |
| Tretlager  | Innenlager (Konus)             | 50–70 |
| Tretlager  | Innenlager (Patrone)           | 35–45 |
| Tretlager  | Kurbelarm                      | 35–45 |
| Tretlager  | Kettenblatt                    | 8–11  |
| Bremse     | Bowdenzugbefestigung           | 6–8   |
| Bremse     | Bremsschuh                     | 8–9   |
| Bremse     | Bremshebel --> Lenkerbügel     | 6–8   |
| Schaltwerk | Schaltauge                     | 6–8   |
| Schaltwerk | Reibungs- oder Indexschalter   | 5–7   |
| Schaltwerk | Bowdenzugbefestigung           | 5–7   |
| Schaltwerk | Schalträdchen                  | 3–4   |
| Schaltwerk | Umwerferschelle                | 5–7   |
| Schaltwerk | Schalthebelschelle             | 6–8   |
| Zahnkranz  | Kassettenverschluss Campagnolo | 50    |
| Zahnkranz  | Kassettenverschluss Shimano    | 40    |
| Zahnkranz  | Kassettenverschluss Miche      | 45    |
| Nabe       | Schnellspannverschluss         | 5–8   |
| Pedal      | Pedalachse an Aluminiumkurbel  | 35    |